# 메트릭
메트릭(Metric)은 1998년 토론토에서 결성된 캐나다의 록 밴드이다. 밴드 구성원은 에밀리 하이네스 (리드 보컬, 신시사이저, 기타, 탬버린, 하모니카, 피아노), 제임스 쇼 (기타, 신시사이저, 테메린, 코러스), 조슈아 윈스테드 (베이스, 신시사이저, 코러스), 줄스 스콧키 (드럼, 퍼커션)이다. 처음에는 "메인스트림(Mainstream)"이란 이름으로 에밀리와 제임스가 듀오로 활동했다. Mainstream EP이라는 EP를 발매한 뒤, 밴드의 이름을 제임스가 키보드로 제작한 프로그램 이름을 따서 메트릭이라고 변경한다. 2001년, 윈스테드가 합류한다.
첫 번째 정규 음반, Old World Underground, Where Are You Now?이 2003년 9월 2일 발매된다. 뒤이어 Live It Out가 2005년 10월 4일 발매된다. Live It Out은 2006년도 Polaris Music Prize에서 "올해의 캐나다 앨범", 2006년도 Juno Awards에서 "최고의 얼터너티브 앨범"을 수상한다. 세 번째 정규 음반 Grow Up and Blow Away은 과거 2001년에 녹음되었고 데뷔 앨범으로 계획하던 작품이었다. 계속해서 연기되다가 2007년 6월 26일에 마침내 트랙 리스트를 약간 변경하여 발매된다. (일부 곡들이 다시 작업되었다.)
네 번째 앨범 Fantasies가 2009년 4월 7일 발매된다. 이 앨범은 2009년도 Polaris Music Prize의 "올해의 캐나다 앨범" 후보에 올랐고, 2010년도 Juno Awards의 "최고의 얼터너티브 앨범"을 수상했다. 또한 2010년에 "올해의 그룹" 부문도 수상한다. 다섯 번째 앨범, Synthetica가 2012년 6월 12일 발매된다. 이 앨범으로 2013년도 Juno Awards에서 "올해의 얼터너티브 앨범"을 수상하고, 제임스 쇼는 "올해의 프로듀서" 부문을 수상한다. 또한 미술 감독/디자이너/사진 작가 저스틴 브로드벤트가 "올해의 앨범 패키지" 부문을 수상한다.

## 음반

### 정규 음반
- Old World Underground, Where Are You Now? (2003년)
- Live It Out (2005년)
- Grow Up and Blow Away (2007년) 재발매
- Fantasies (2009년)
- Synthetica (2012년)

### EP 음반
- Mainstream (1998년)
- Static Anonymity (2002년)
- Plug In Plug Out (2009년)
- iTunes Session (2011년)

### 싱글 음반
- Combat Baby (2004년)
- Dead Disco (2004년)
- Poster of a Girl/Monster Hospital (2006년)
- Empty (2007년)
- Gimme Sympathy (2009년)
- Front Row (2009년)
- Help I'm Alive (2009년)
- Sick Muse (2009년)
- Black Sheep (2010년)
- Gold Guns Girls (2010년)
- Eclipse (All Yours) (2010년)
- Stadium Love (2010년)
- Youth Without Youth (2012년)
- Breathing Underwater (2012년)
- Synthetica (2013년)